# Niederfischbach
Niederfischbach település Németországban, Rajna-vidék-Pfalz tartományban. Lakosainak száma 4102 fő (2023. december 31.).

## Népesség
A település népességének változása:
| Lakosok száma | 4698 | 4178 | 4135 | 4101 | 4119 | 4102 |
|               | 1975 | 2017 | 2019 | 2021 | 2022 | 2023 |